# José de Abecía

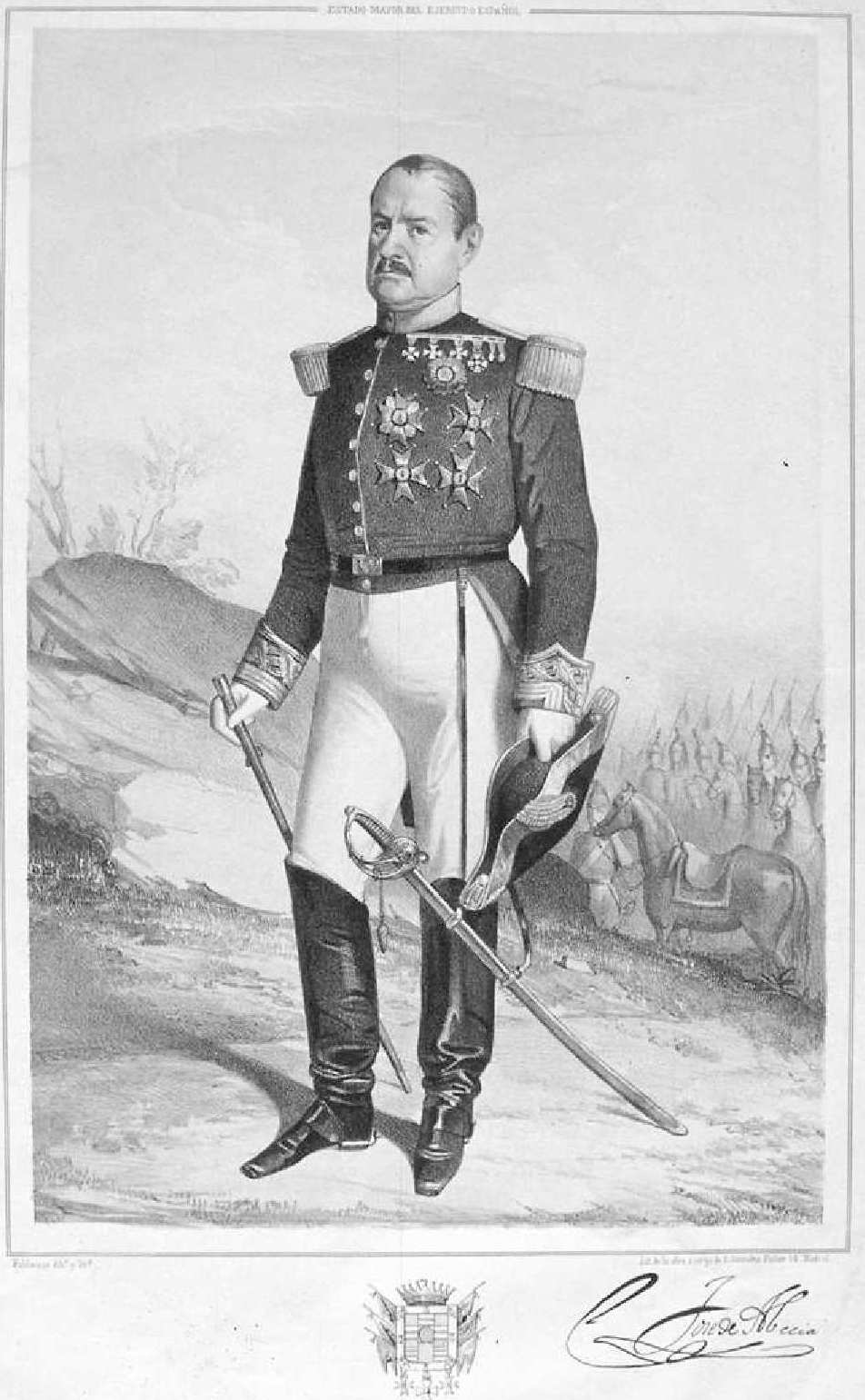
Retrato de Ramón José de Abecia, 1854. Litografía de Domingo Valdivieso y Henarejos. Estado mayor general del Ejército Español. Biblioteca Nacional de España.

José de Abecia ("el estudiante de Marquina") fue un guerrillero español en la Guerra de Independencia. 
Nació en la localidad alavesa de  Marquina el 17 de abril de 1785.
Estudiaba leyes en Zaragoza cuando estalló la lucha contra Napoleón. Se batió en los sitios de esta ciudad, y tras su rendición pudo huir y regresar a su pueblo para reponerse.
Se puso luego al frente de una guerrilla que actuó desde Aragón al País Vasco, obteniendo numerosas victorias. Ingresó en el ejército como comandante y logró ascender a general.